# Condado de Conflent

El condado de Conflent se constituyó dentro del territorio de lo que históricamente se denominó como Marca Hispánica del Imperio carolingio. Su situación correspondía, aproximadamente, a la actual comarca de Conflent.

## Orígenes
Durante la época romana, el Conflent fue un pagus dependiente de la ciudad de Ruscino. A raíz de la cristianización de la comarca, iniciada en el siglo IV, el Conflent pasó a formar parte del episcopado de Elna como arcedianato. El límite establecido entre la diócesis de Elna y el Obispado de Urgel, situado en el Llano de la Perxa, en el collado de Jardó, se mantuvo como límite histórico entre el Conflent y la Cerdaña hasta que, en 1790, durante la Revolución francesa, la creación del departamento de los Pirineos Orientales, hizo desaparecer las viejas veguerías. Parece ser que, durante la primera mitad del siglo IX, el Conflent formó parte del condado de Rasez, perteneciente al conde Bera, que también lo era de Barcelona, entre los años 801 y 820.
Entre los años 860 y 870, el Conflent permaneció bajo el dominio del conde Salomón de Urgell-Cerdaña pero, en 870 el rey Carlos el Calvo concedió el Conflent al conde Miró el Viejo que, posiblemente, gobernó también el Capcir y Fenolleda. De esta forma, el Conflent quedó separado de los condados de Urgel y Cerdaña, que el mismo año 870, el rey Carlos el Calvo había concedido a Wifredo el Velloso, hermano de Miró el Viejo.

## La incorporación a Cerdaña
El conde Miró el Viejo fue nombrado conde de Rosellón por el rey Luis el Tartamudo en el año 878, al mismo tiempo que su hermano, Wifredo el Velloso, recibía el condado de Barcelona y el condado de Gerona. En aquel momento, los límites del condado de Conflent coincidían con los del viejo pagus al que se añadió el territorio de Bulaternera, al este del collado de Ternera. El conde Miró protegió el monasterio de San Andrés de Eixalada y, cuando este fue destruido a consecuencia de un aguacero (878), propició la fundación de San Miguel de Cuixá. Al morir el conde Miró (895), el condado pasó a manos de su hermano Wifredo el Velloso. 
La descomposición del gobierno carolingio, ocurrida durante el último cuarto del siglo IX permitió que, al morir Wifredo el Velloso (897), sus hijos heredasen los condados de forma automática, sin que en ello tuviera que intervenir el rey franco. En la repartición de la herencia paterna que, posteriormente, llevaron a cabo los hijos de Wifredo el Velloso, el condado de Conflent quedó en manos del conde Miró II de Cerdaña (897-927), el cual, además del condado de Cerdaña, poseía Berga, Capcir y, a partir del 920, el condado de Besalú. Este conjunto territorial se mantuvo unido durante casi todo el siglo X. 
Tras abdicar el conde Oliba Cabreta de Cerdaña (988), sus condados fueron repartidos entre sus hijos: Oliba: Ripoll y Berga; Wifredo II: Cerdaña y Conflent; y Bernardo Tallaferro: Besalú. Al hacerse monje Oliba en 1002 en Ripoll, Berga fue anexionada a Cerdaña, y Ripoll se unió a Besalú. Por último, y dado que tanto Wifredo II de Cerdaña (988-1035), como Bernardo Tallaferro (988-1020), tuvieron descendencia, Cerdaña y Besalú se separaron definitivamente formando dos estirpes condales independientes nacidas del tronco común de Oliba Cabreta, nieto de Wifredo el Velloso. En esta repartición de los dominios de Oliba Cabreta, Conflent continuó unido al condado de Cerdaña. A principios del siglo XI, Wifredo II de Cerdaña se construyó un palacio en Cornellá de Conflent, en el que, con frecuencia, residían los condes de Cerdaña. El propio Wifredo II fundó el monasterio de San Martín de Canigó en el año 1000, al que se retiraría, tomando los hábitos, en el año 1035. Entre los años 1088 y 1090, el conde Guillermo Ramón de Cerdaña trasladó la capital desde Cornellá de Conflent a una nueva población que hizo fundar, denominándola Villafranca de Conflent. En Cornellá fundó una canonjía agustiniana.

## Fin del condado
En el año 1117, al morir sin descendencia el conde Bernardo Guillermo de Cerdaña, se extinguió la dinastía más cercana y sus posesiones pasaron a manos del conde Ramón Berenguer III de Barcelona, primo hermano de Bernardo Guillermo de Cerdaña. La noción de condado de Conflent se desvaneció con prontitud; en el año 1126 ya se menciona la veguería de Conflent, con capital en Villafranca de Conflent, que comprendía, además, el Capcir. Esta veguería acabó formando parte de los condados del Rosellón y la Cerdaña, y el Conflent pasó a depender del condado del Rosellón.
- Datos: Q657448